# La maja vestida
La maja vestida és una de les obres més conegudes del pintor Francisco de Goya. Està realitzat en pintura a l'oli sobre llenç. Les seves mides són de 95 cm d'alt i 188 cm d'amplada. Va ser pintat entre 1802 i 1805. Es troba al Museu del Prado, Madrid des del 1910, després d'un llarg període a la Reial Acadèmia de Belles Arts de San Fernando.

## Història
Al seu origen, aquesta pintura i la seva «germana», La maja nua, rebien el nom de «gitanes» i no de «majas». Així apareixen a l'inventari dels béns de Manuel Godoy, que va ser el seu primer propietari. Se suposa que es col·locaven una sobre una altra, la vestida sobre la nua, per sorprendre el públic cortesà.

## Anàlisi
El vestit blanc d'aquesta «maja» se cenyeix de tal forma a la figura, en particular al sexe i als pits, que sembla més nua que l'altra. La cintura la ressalta mitjançant una llaçada rosa. La nota de color del quadre la posa la jaqueta curta, similar al dels toreros, de mànigues ataronjades amb els punys rematats amb encaix negre. Porta sabates daurades de petita mida.
Goya la va pintar amb pinzellades soltes, pastoses i molt lliures, a diferència de La maja nua, en què el pintor és més primmirat al tractament de les carnadures i ombrejos. La figura de la maja està banyada amb una llum que destaca les diferents textures.
Es retrata la mateixa dona en un llit i mirant directament a l'observador. No se sap, de ciència certa, qui és la retratada. Es va apuntar la possibilitat que es tractés de la tretzena duquessa d'Alba Maria del Pilar Teresa Cayetana de Silva y Álvarez de Toledo, amiga de Goya. Malgrat tot, ja que el primer propietari va ser Godoy, s'ha considerat més probable que la model directament retratada hagi estat l'aleshores amant i després la seva esposa de l'esmentat Godoy, Pepita Tudó.
També ha suscitat dubtes l'objecte vermellós que surt sota els coixins; alguns van pensar que era l'empunyadura d'una daga o punyal, el que accentuaria les connotacions novel·lesques i eròtiques del retrat. Altres fonts creuen que és un ventall tancat.